# Banque populaire des Alpes
Pour les articles homonymes, voir Banque populaire (homonymie) et BPA.
La Banque populaire des Alpes (BPA) est une ancienne banque régionale et coopérative. Elle appartenait au groupe BPCE. Depuis le 7 décembre 2017 elle est fusionnée dans la Banque populaire Auvergne Rhône Alpes.

## Description
Ses agences sont réparties sur tous les territoires alpins comprenant huit départements : Isère, Savoie et Haute-Savoie, Drôme, Alpes-de-Haute-Provence, Hautes-Alpes, auxquels s'ajoutent Ain et Ardèche.
Elle développe des valeurs de proximité, d’écoute et de solidarité[réf. nécessaire]. Elle participe au développement économique de la région. La Banque Populaire des Alpes affirme au quotidien son dynamisme et son esprit d'innovation[réf. nécessaire].

## Histoire

### Étapes
La Banque Populaire des Alpes est née de la fusion en 2001 de la Banque Populaire du Dauphiné et des Alpes du Sud avec la Banque Populaire Savoisienne. Rencontre entre deux banques fortement ancrées dans leur territoire. Dix années après, 200 collaborateurs ont été recrutés, 40 agences ont été créées et 87 000 nouveaux clients sont arrivés.[réf. nécessaire]
La Banque Populaire des Alpes a aussi créé en 2007 le "Prix initiatives région" pour encourager l'esprit d'initiative locale et valoriser des actions, des réalisations ou des partenariats contribuant de manière significative au développement durable ou à la préservation des patrimoines. En 2012 le "Prix initiatives région" devient le "Prix initiatives Alpes".
En 2016, la banque est engagée dans un processus de fusion, avec deux autres banques régionales du groupe BPCE.
A l’issue des trois Assemblées Générales Extraordinaires de sociétaires qui se sont tenues le mercredi 7 décembre 2016, à Clermont-Ferrand, puis Lyon et enfin Grenoble, les Banques Populaires des Alpes, Loire et Lyonnais et du Massif Central ont fusionné pour donner naissance à la Banque Populaire Auvergne Rhône Alpes.

### Affaires et sanctions
- En juin 2012, la Banque Populaire des Alpes est condamnée par la Commission des sanctions de l'ACPR[2].

- En 2013, la Banque Populaire des Alpes est condamnée par la Cour d'appel de Grenoble, pour défaut de conseil dans la vente d'actions Natixis[3].

- En 2015, la Banque Populaire des Alpes est condamnée pour erreur de calcul du TEG de crédits[4].

## Les chiffres clés au 31 décembre 2015
- Produit net bancaire : 301,6 millions d'euros
- Résultat net : 52,5 millions d'euros
- Encours moyens de ressources : 10,8 milliards d'euros
- Encours moyens de crédits : 10,8 milliards d'euros
- Président du Conseil d'Administration : Lionel Baud
- Directeur Général : Pascal Marchetti (ayant quitté la banque et le groupe en 2016)
- Effectifs : 1652 salariés
- 168 agences
- 132 771 sociétaires
- 395 000 clients
- Siège social : à Corenc près de Grenoble
- Direction centrale régionale : à La Roche-sur-Foron en Haute-Savoie